# وزیر آموزش هند
وزیر آموزش و پرورش یکی از اعضای دولت هند است.